# لويل آموس
لويل آموس (بالإنجليزية: Lowell Amos)‏ هو شخصية أعمال وقاتل متسلسل أمريكي، ولد في 4 يناير 1943 في مدينة أندرسون في الولايات المتحدة.